# Blepharis obtusisepala
Blepharis obtusisepala är en akantusväxtart som beskrevs av Anna Amelia Obermeyer. Blepharis obtusisepala ingår i släktet Blepharis och familjen akantusväxter. Inga underarter finns listade i Catalogue of Life.